# Saint-Denœux
Saint-Denœux település Franciaországban, Pas-de-Calais megyében. Lakosainak száma 171 fő (2022. január 1.). Saint-Denœux Humbert, Loison-sur-Créquoise, Aix-en-Issart, Embry, Hesmond, Marenla és Sempy községekkel határos.

## Népesség
A település népessége az elmúlt években az alábbi módon változott:
| Lakosok száma | 152  | 160  | 163  | 160  | 157  | 159  | 159  | 165  | 171  |
|               | 2013 | 2015 | 2016 | 2017 | 2018 | 2019 | 2020 | 2021 | 2022 |